# Górzak kaszmirski
Górzak kaszmirski (Alticola montosus) – gatunek ssaka z podrodziny karczowników (Arvicolinae) w obrębie rodziny chomikowatych (Cricetidae).

## Zasięg występowania
Górzak kaszmirski występuje jedynie w kilku stanowiskach w północno-wschodnim Pakistanie i północno-zachodnich Indiach.

## Taksonomia
Gatunek po raz pierwszy zgodnie z zasadami nazewnictwa binominalnego opisał w 1894 roku amerykański biolog Frederick William True nadając mu nazwę Arvicola montosa. Holotyp pochodził ze środkowego Kaszmiru, na wysokości 11000 ft (3353 m), w północnych Indiach.
We wcześniejszych ujęciach systematycznych A. montosus był traktowany jako synonim A. roylei lub A. argentatus. Nazwa gatunkowa jest często błędnie pisana jako montosa; nazwy łacińskie zakończone na -cola (Arvicola, Alticola, itp.) są rodzaju męskiego, dlatego montosa wymaga zmiany przyrostka na -osus. Autorzy Illustrated Checklist of the Mammals of the World uznają ten takson za gatunek monotypowy.

### Etymologia
- Alticola: łac. altus „wysoki” (tj. średniogórze, góra), od alere „żywić”; -cola „mieszkaniec”, od colere „zamieszkiwać”[8].
- montosus: łac. montosus „górski”, od mons, montis „góra”; -osus „obfitość, dostatek”[9].

## Morfologia
Długość ciała (bez ogona) 102–126 mm, długość ogona 41–65 mm; brak danych dotyczących masy ciała. Ogon stanowi 36–61% długości ciała.

## Biologia
Jest to gatunek górski, występuje od 2600 do 4300 m n.p.m. Zamieszkuje umiarkowane lasy górskie, gdzie występuje na terenach skalistych.

## Populacja
Jest uznawany za gatunek zagrożony, grozi mu trwający spór o Kaszmir i utrata środowisk. Populacja maleje.